# 사반주 (코트디부아르)

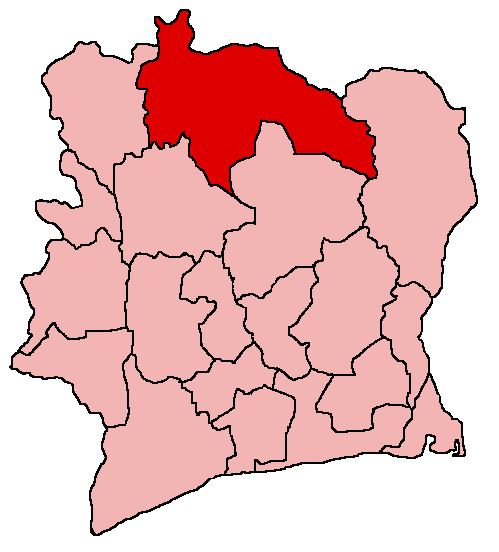
사반주

사반주(프랑스어: Savanes)는 코트디부아르에 존재했던 행정 구역이다. 주도는 코로고이며 면적은 40,323km2, 인구는 1,215,100명(2002년 기준)이었다. 4개의 하위 행정 구역(분디알리, 페르케세두구, 코로고, 탱그렐라)을 관할했다.